# Scapania arnellii
Scapania arnellii là một loài rêu trong họ Scapaniaceae. Loài này được H. Buch mô tả khoa học đầu tiên năm 1928.
Danh pháp khoa học của loài này chưa được làm sáng tỏ. 